# Hundstock
Hundstock är en bergstopp i Schweiz.   Den ligger i kantonen Uri, i den centrala delen av landet, 90 km öster om huvudstaden Bern. Toppen på Hundstock är 2 213 meter över havet, eller 342 meter över den omgivande terrängen. Bredden vid basen är 3,8 km.
Terrängen runt Hundstock är huvudsakligen mycket bergig. Närmaste större samhälle är Schwyz, 10,9 km norr om Hundstock. 
I omgivningarna runt Hundstock växer i huvudsak blandskog. Runt Hundstock är det glesbefolkat, med 9 invånare per kvadratkilometer.